# Всемирная поисковая система доноров костного мозга
Bone Marrow Donors Worldwide (BMDW) — организация, базирующейся в Лейдене, Нидерланды, которая координирует сбор фенотипа HLA и других соответствующих данных от добровольцев, желающих стать донорами гемопоэтических клеток костного мозга или периферических стволовых кроветворных клеток.
По состоянию на июнь 2012 года система включают 66 регистров доноров гемопоэтических клеток из 48 стран, и 47 банков периферических стволовых кроветворных клеток из 31 страны.
С учетом всех этих реестров вместе взятых, база данных включает в себя более 21.000.000 потенциальных доноров костного мозга и 550.000 единиц периферических стволовых кроветворных клеток, что делает его крупнейшей в мире базой данных.
Система поиска основана в 1988 году, в Лейдене (Нидерланды). Редакционная коллегия BMDW состоит из одного представителя от каждого банка стволовых клеток  доноров или пуповинной крови, которые принимают участие в реестре BMDW, и собирается два раза в год для обсуждения достижений и необходимых улучшений.
BMDW это услуга, предоставляемая и управляется Фондом Europdonor Foundation.

## Миссия
BMDW является добровольным объединением реестров доноров стволовых клеток костного мозга и банков периферических стволовых кроветворных клеток, целью которого является обеспечение централизованной информации о фенотипах HLA и других соответствующих данных стволовых клеток доноров и периферических стволовых кроветворных клеток. BMDW стремится сделать эту информацию легко доступной для врачей и пациентов, нуждающихся в трансплантации.

## Основные цели
Первоначальная цель — собрать HLA-фенотипы добровольцев, желающих стать донорами, а также координировать распространение этой информации во всём мире.
Позднее были добавлены следующие инициативы:
- Максимизировать шансы найти донора стволовых клеток или периферических стволовых кроветворных клеток, обеспечивая доступ ко всем донорам, доступным в мире.
- Свести к минимуму усилия, необходимые для поиска донорских стволовых клеток: необходимо будет связаться только с реестрами потенциальными стволовых клеток или периферических стволовых кроветворных клеток.
- Обеспечить оценку шансов найти донора для нуждающихся пациентов.
- Обеспечить передовые программы поиска доноров частично совместимых стволовых клеток или периферических стволовых кроветворных клеток.
- Облегчение выполнения консультаций и поиска через интернет.
- Облегчения стратегии поиска семьи.
- Предоставлять соответствующую информацию в интересах пациента.
- Представлять статистические данные об увеличении различных реестров, количестве ДНК-типизированных доноров и т.д.